# チンカピングリ
チンカピングリ（学名 : Castanea pumila  (L.) Mill. ）は米国東部原産のブナ科の樹木。クリの一種で高さ2-8 mになり果実は直径2-3 cmで食用となる。アメリカグリとは同所に分布しているがチンカピングリは片面が平坦ではなく丸いため区別できる。
アメリカ合衆国固有種で花は5月～6月に咲く。標高1000mまでの森林や藪、荒れ地に自生する。アラバマ州、アーカンソー州、デラウェア州、フロリダ州、ジョージア州、インディアナ州、ケンタッキー州、ルイジアナ州、メリーランド州、マサチューセッツ州、ミシシッピ州、ミズーリ州、ニュージャージー州、ニューヨーク州、ノースカロライナ州、サウスカロライナ州、オハイオ州、オクラホマ州、ペンシルバニア州、テネシー州、テキサス州、バージニア州の各州及び、ワシントンD.C.に分布する。

## 成長
低木であり、成木なると、2-8mの高さに達する。樹皮は赤または灰褐色で、うろこ状に縦に溝が生じる。葉は、楕円形または披針形であり、上面は黄緑色で、下面は青白い細毛がある。葉は長さ7.5 - 15cm、幅3 - 5cmで、平行脈がありその先端は短い尖った鋸歯となっている。花は雌雄同株で、初夏に開花する。雄花は小さく淡い白黄色の尾状花序の花を各葉の基部に着ける。雌花は3ミリメートルの長さで、雄花の基部に着ける。多くの鋭い棘を持つ直径2-3 cmの黄金色の殻斗果（いが）を着け、秋に成熟する。各殻斗果には卵形の光沢のある暗茶色の種子（どんぐり）が1つあり、それは食用になる。

## 生態
チンカピングリはアメリカグリと生域地が重なっている。チンカピングリの果実は、アメリカグリより小さく（アメリカグリの半分の大きさ）、アメリカグリのように平たくない（アメリカグリは、一面が平たい）ことから区別することができる。チンカピングリの葉は、アメリカグリよりも小さく、はっきりした鋸歯がない。チンカピングリは、アメリカグリに深刻な被害をもたらしたクリ胴枯病の影響を受けにくい。チンカピングリもある程度被害を受けるが、吸枝を発生させ、それに実を着ける。しかし、チンカピングリは、非常に脆弱であり、深刻な病気にかかった樹木の報告が数多くある。

## 利用
1612年、ジェームスタウンのジョン・スミスは、初めてチンカピングリを記録した。アメリカ先住民は頭痛や発熱の軽減にチンカピングリの葉を煎じていた。チンカピングリの樹皮、葉、木材、殻含む種子にはタンニンが含まれている。木材は硬くて耐久性があり、フェンスと燃料に使用されている。しかし、樹木自体が小さすぎるため、木材は商業的に重要視されなかった。
チンカピングリは、野生動物を誘致する目的で緑化に使用されている。樹木の基部を地面近くで切断した場合、複数の枝が発生する。そして、葉をシカの、果実はリスやウサギのエサとしている。

## 画像

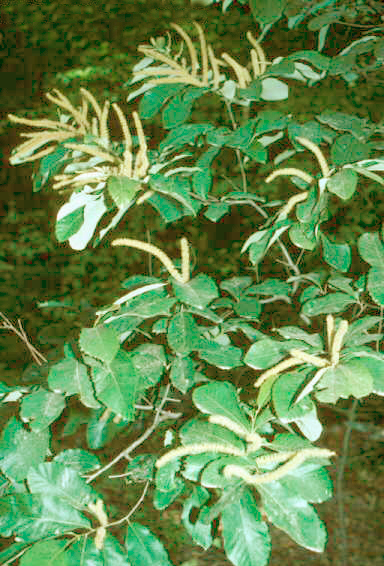
花
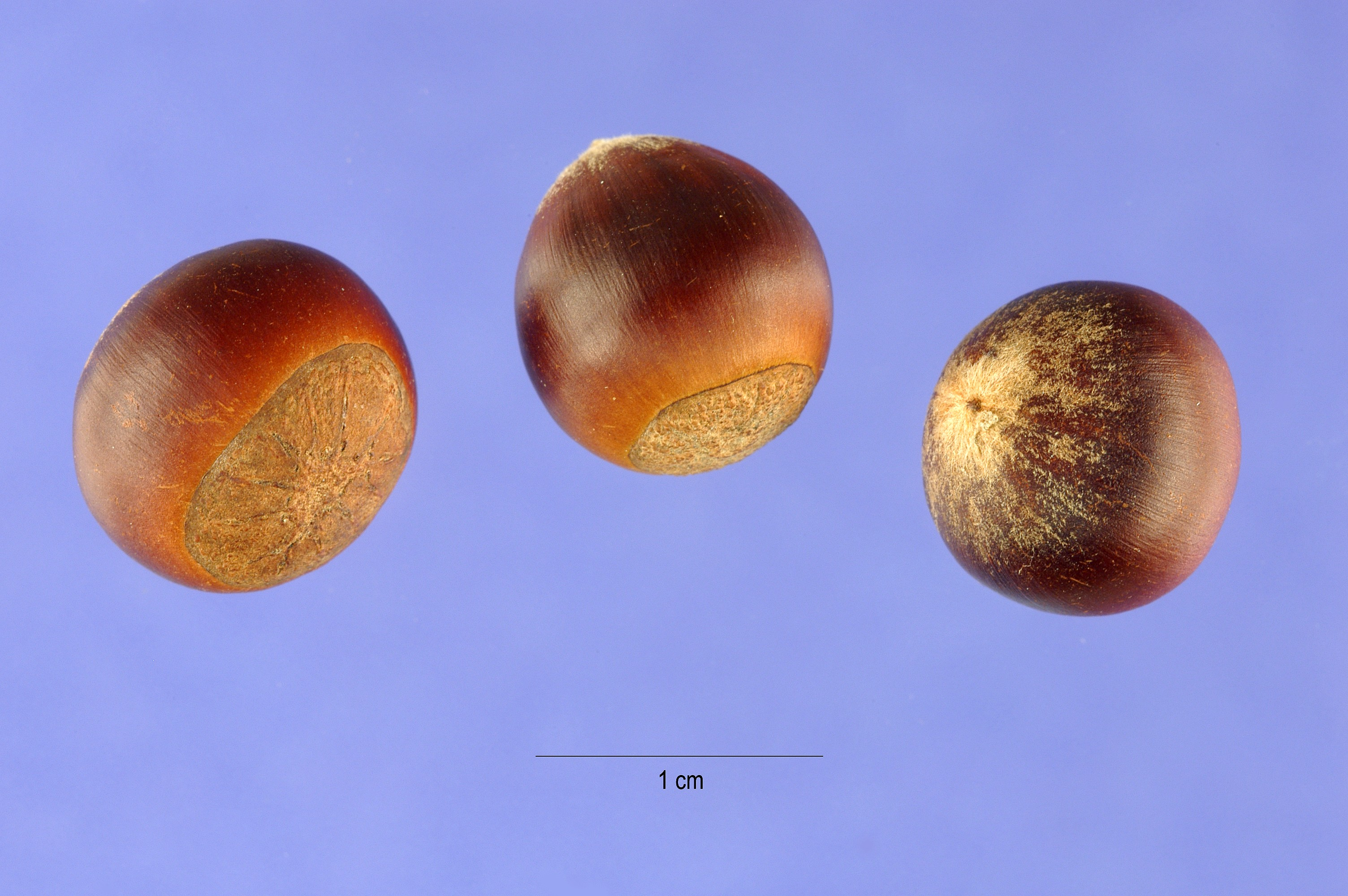
種子

## 参照
- Little, Elbert L. National Audubon Society Field Guide to North American Trees: Eastern Region. New York: Alfred A. Knopf, Inc., 1980. ISBN 0-394-50760-6.
- Allegheny Chinkapin Plant Fact Sheet – NRCS
- Chinkapin: Potential New Crop for the South
- – Plants For A Future database report